# Martin Ssempa
Martin Ssempa (Naluzaale, 1968) è un pastore protestante ugandese naturalizzato statunitense, fondatore della Makerere Community Church.
Usa abitualmente il titolo di "Doctor Pastor". Come leader spirituale, attivista e fondatore di una comunità, rifiuta la separazione tra Stato e Chiesa, si oppone all'utilizzo del preservativo per prevenire l'HIV e predica l'astinenza unita ad una educazione contro le malattie veneree. Afferma di essere il leader di una crociata per "eliminare dall'Uganda la sodomia, approvando apposite leggi che renderebbero alcuni atti omosessuali punibili con l'ergastolo o in alcuni casi con la pena di morte"
Ha destato una certa curiosità, soprattutto su internet, un suo intervento video, registrato nella sua chiesa, nel quale giustificava la sua opposizione all'omosessualità.
Particolare successo e scalpore ottenne una sua intervista alla tv di stato ugandese condotta dal presentatore Simon Kaggwa Njala che invitò l'attivista transessuale Pepe Julian Onziema: Martin Ssempa portò delle verdure in trasmissione accusando Pepe di atti di sodomia e dichiarando che gli americani lo volevano bombardare per le sue dichiarazioni contro gli omosessuali.

## Biografia
Nacque a Naluzaale, nel distretto di Masaka, in Uganda, nel 1968 da una madre single. Tuttora non conosce chi sia suo padre biologico. Frequentò sia la scuola primaria di Kimanya a Masaka che la scuola primaria di San Pietro a Nsambya. Frequentò anche la scuola secondaria dei ragazzi Rubaga, prima di ottenere l'A level al Namilyango College.
Quale campione nazionale di break dance, in tutta l'Africa dell'est era famoso e conosciuto. Nel 1988, fu ammesso alla Makerere University, ma nello stesso tempo, sia sua sorella che suo fratello contrassero l'AIDS. Si prese cura di loro fino alla loro morte, nel 1990, rendendosi conto che la promiscuità e il suo stile di vita lo avrebbero potuto condurre alla morte. Decise perciò di agire: si dedicò a Gesù Cristo, al messaggio evangelico, e al centro dei giovani, Battista Wandegeya. Viaggiò per tutto l'Uganda, con un gruppo teatrale, per educare i ragazzi sul problema dell'AIDS.
Conseguì il Bachelor in scienze sociali con una specializzazione in sociologia. Infine ricevette il Masters of Arts degree in counseling dalla Philadelphia Biblical University.

## Cittadinanza
Con riferimento alla registrazione presso il registro elettorale inviata il 6 luglio 2012, Ssempa, è un cittadino statunitense.

## Attivismo
Ssempa, in passato, ha sostenuto la cessazione delle rivalità tribali e dell'odio in Uganda.
Inoltre è un forte sostenitore della Carta ugandese anti-omosessualità (nella quale si vorrebbero condannare a morte gay e lesbiche). Per sottolineare la sua avversione è solito mostrare immagini di pornografia gay nella sua chiesa.
Nelle sue dichiarazioni spesso afferma che gli omosessuali praticano la coprofagia.
Riguardo alla Carta, Ssempa ha detto: "Molte persone mi hanno chiesto chiarimenti riguardo alla razionalità della pena di morte menzionata nella Carta. C'è stata molta disinformazione riguardo a determinate linee guida, una su tutte: "I gay rischiano la pena di morte in Uganda". Questi titoli sono deliberatamente fuorvianti. Questa pena si applica solo in casi speciali denominati "omosessualità aggravata", che includono coloro che sono stati condannati per stupro omosessuale illegale di un bambino o invalido handicappato; questa è con tutta evidenza pedofilia! Infine è l'uso di droghe per stordire il bambino in modo che possa essere violentato!. Chiaramente, lo scopo di questa pena è proteggere i membri più deboli della società dall'essere vittimizzati".
Nel 2009, Ssempa è stato uno dei pastori che hanno denunciato il potente rivale Robert Kayanja accusandolo di aver fatto sesso con due giovani donne. L'accusa non è stata mai provata, ma lo scandalo generato ha creato ancora più sostenitori della Carta contro la sodomia.